# 似烟管蜗牛总科
似烟管蜗牛总科（学名：Enoidea），亦作艾納螺總科或艾納螺超科，是软体动物门腹足纲真有肺類柄眼目之下的一個總科，皆為在陸地生活的蝸牛，能呼吸空氣。

## 分類

### 2005年分類
根據2005年的《布歇特和洛克羅伊的腹足類分類》，本總科包括以下兩個科：
- 艾纳螺科（Enidae）
- 霜纳螺科（ Wenz, 1923）

### 2017年分類
根據2017年的《布歇特等人的腹足類分類》，本總科所有成員都合併到蛹螺總科裡去。

## 外部連結
- . NCBI （英语）.